# Коритниця (Венґровський повіт)
Коритниця (пол. Korytnica) — село в Польщі, у гміні Коритниця Венґровського повіту Мазовецького воєводства.
Населення — 658 осіб (2011).
У 1975-1998 роках село належало до Седлецького воєводства.

## Демографія
Демографічна структура станом на 31 березня 2011 року:
|          | Загалом | Допрацездатний вік | Працездатний вік | Постпрацездатний вік |
| -------- | ------- | ------------------ | ---------------- | -------------------- |
| Чоловіки | 314     | 54                 | 230              | 30                   |
| Жінки    | 344     | 65                 | 200              | 79                   |
| Разом    | 658     | 119                | 430              | 109                  |

## Відомі особистості
У поселенні померла:
- Марія Гольдер-Еггерова (1875—1941) — польська суспільна діячка.